# Street Fighter (saga de videojocs)
Street Fighter és una saga de videojocs de baralla creada per la companyia japonesa de programari Capcom en 1987. La seva fama mundial es va incrementar a partir de l'any 1991, quan es va publicar Street Fighter II (anteriorment la companyia ja gaudia d'un gran renom gràcies a jocs d'arcade com Ghouls 'n Ghosts, Stride, Final Fight, etc.) Ja a partir de 1987 quan va aparèixer la primera part d'aquesta saga el joc gaudia d'una gran popularitat als salons recreatius (recreatius, Coin-op o "maquinetes") tenint milers de fans a tot el món, ja que a més es tractava d'un excel·lent joc per a l'època, però va ser la seva seqüela la que va provocar una veritable revolució, donant pas a una nova edat d'or dels salons de recreatives.
Es van vendre diversos milions de còpies del cartutx i CD en els sistemes de videoconsoles domèstiques per tot el món, i es van succeir múltiples versions del mateix (algunes d'elles bastant estranyes i de dubtosa procedència).
Els jocs són tots de baralla 1 vs 1 (com a molt 2 vs 2 en el cas de X-Men vs Street Fighter, però no simultanis i 2 vs 1 simultanis en algunes versions alpha i ex), en el gènere de baralla aquesta saga va ser la pionera en utilitzar combinacions de botons perquè sortissin els cops especials, com pressionar dos botons alhora o fer servir diagonals a la palanca o en el cas de les consoles amb la creueta. També és fonamental realitzar "combos" (diverses cops consecutius al rival sense possibilitat que aquest es pugui protegir, "combo" ve de combinació), amb cada lliura les característiques de joc van ser millorant i ampliant. Street Fighter II va tenir com a novetat primordial poder triar a qualsevol personatge per lluitar i no només als protagonista, al primer Street Fighter només es podia triar Ryu o Ken (Player 1 i Player 2 respectivament), i lluitar contra un rival controlat pel CPU, el que era molt limitat en jugabilitat.
A la sortida d'aquest títol al mercat el van seguir altres títols, assentant l'estàndard per als jocs de lluita:
- Fatal Fury (SNK)
- The King of Fighters (SNK)
- Mortal Kombat (Midway)
- Art of Fighting (SNK)
- Killer Instinct (Rare)
- Samurai Shodown (SNK)
- World Heroes (SNK)

Casualment, molts d'aquests videojocs posteriorment van ser explotats comercialment per la companyia Neo-Geo, que juntament amb la productora SNK van dissenyar i programar diversos jocs d'èxit internacional.
Curiosament, un problema legal va obligar a Capcom a canviar el nom de M. Bison (el boxejador afroamericà). Se li va anomenar així al Japó perquè aquest personatge no era sinó un homenatge al boxejador nord-americà Mike Tyson (El nom complet del boxejador de Street Fighter és Mike Bison). Això no li va fer cap gràcia a Capcom Amèrica, que no va voler veure ficat en problemes amb els mànagers del boxejador Tyson. Així doncs, van decidir canviar-li el nom pel de Balrog. El psicòpata espanyol que originalment al Japó s'anomena Balrog se li va cridar Vega als EUA, per ser Vega un cognom espanyol, sense tenir en compte que Vega estava sent utilitzat com a nom del cap final del joc.
L'enemic final era conegut com a Vega al Japó, en aquest costat del globus se li va anomenar M. Bison. En un principi, en no aclarir el significat de la "M" va donar lloc a noms com "Mister Bison" o "Màster Bison", en un intent per interpretar-la, fins i tot de manera semi oficial es va arribar a acceptar que la "M" de Bison era el rang que aquest personatge militaritzat
tenia en la seva fosca organització paramilitar ("Major Bison" o en castellà: "Major Bison", això es va accentuar particularment perquè el personatge-a la gorra-portava a les primeres versions una estrella, insígnia que a la majoria de les organitzacions militars del món vol dir que té el rang de Major). A Europa, els noms han estat igualment canviats, ja que abans de distribuir a Europa, els Street Fighter passen abans per mans nord-americanes.
Seguint amb el tema de canvi de noms, tenim el personatge de Gouki (Nom original japonès). Capcom Amèrica va pensar que aquest nom sonava "Estrany" i fins als semblava ridícul. Així doncs, van decidir canviar-li el nom a Akuma, que en japonès significa "dimoni", Capcom Amèrica no va saber que en separar els dos kanji que formen el nom de Gouki, s'obté que significa "gran dimoni".
I per acabar, tenim a Nash. Aquest personatge és l'amic mort de Guile. En finalitzar el joc amb el personatge Guile a Street Fighter II veiem com clama venjança per la mort del seu amic Nash. Però això només pot llegir-se en la versió japonesa perquè que Capcom Amèrica va decidir canviar aquest nom per Charlie (nom més típic d'un soldat nord-americà). Poc podien imaginar els de Capcom Amèrica que Nash "Ressuscitaria" a la sub-saga Street Fighter Alpha i haurien de canviar el nom de Nash pel de Charlie una vegada i una altra.
Fora del Japó (Nom original)
Vega Balrog
M. Bison Vega
Balrog Mike Bison
Charlie Nash
Akuma Gouki

## Pel·lícules i sèries de TV basades en Street Fighter
- Street Fighter II: The Animated Movie ("Street Fighter II Movie" al Japó, "Street Fighter II: La Pel·lícula", pel·lícula d'animació).
- Street Fighter, l'última batalla (pel·lícula realitzada amb actors reals).
- Street Fighter II-V ("Street Fighter II-V: La Sèrie", es va produir al Japó, sèrie d'animació).
- Street Fighter (USA) (Sèrie d'animació produïda als EUA).
- Street Fighter Zero Movie ("Street Fighter Alpha: La pel·lícula", pel·lícula d'animació).
- Street Fighter Zero: Generations ("Street Fighter Alpha:Generations ", pel·lícula d'animació).
- Street Fighter: The Legend of Chun-Li (pel·lícula realitzada amb actors reals la qual es va estrenar el 2009).
- Street Fighter IV: The Ties That Bind (pel·lícula d'animació obtinguda a partir de Street Fighter IV).[8]
- Street Fighter: Shadaloo's Revenge ("Street Fighter: La venjança de Shadaloo "Pel·lícula d'imatge real previst per al novembre de 2011)

## Còmics i mangues basats en Street Fighter
- Street Fighter: Còmic realitzat per l'empresa Udon Comics sota la supervisió de Capcom, pel que sembla narra la història de la saga Street fighter Alpha però va ser modificada.
- Street Fighter Zero: Manga creat per Masahiko Nakahira.
- Street Fighter: Sakura Ganbaru: Manga també escrita am per Masahiko Nakahira, narra les aventures del personatge Sakura Kasugano.

## Llista de les consoles en què ha sortit
- Arcade - Totes les versions excepte Street Fighter EX3 (Exclusiu de Playstation 2).
- PC - Street Fighter Alpha, Street Fighter Alpha 2, Super Street Fighter II, Super Street Fighter II-X i X-Men vs. Street Fighter, Street Fighter IV.
- Amiga - Street Fighter (reprogramat per Tiertex Design Studios), Street Fighter II, Super Street Fighter II i Super Street Fighter II-X.
- Commodore 64 - Street Fighter, Street Fighter II
- Nintendo NES - Master Fighter II, Street Fighter 2010: The Final Fight
- Super Nintendo - Street Fighter II, Street Fighter II Turbo, Super Street Fighter II i Street Fighter Alpha 2 (aquest últim incloïa xips especials en el cartutx per a la descompressió de gràfics.)
- Game Boy - Street Fighter II és una versió modificada a les limitacions maquinari d'aquesta, però de gran jugabilitat.
- Game Boy Color - Street Fighter Alpha
- Game Boy Advance - Super Street Fighter II Turbo Revival i Street Fighter Alpha 3 Uppertotes dues amb millores respecte a la versió Arcade.
- PC Engine - Street Fighter II - Champion Edition
- Sega Master System - Street Fighter II - Champion Edition
- Megadrive o Sega Genesis - Street Fighter II Special Champion Edition i Super Street Fighter II.
- Sega Saturn - Tots els Street Fighter II (recopilats en Street Fighter Collection 1 i 2), Street Fighter The Movie, Street Fighter II: The Animated Movie, Street Fighter Alpha, Street Fighter Alpha 2, Street Fighter Alpha 2 Dash, Street Fighter Zero 3, X-Men vs Street Fighter, Marvel Super Heroes vs Street Fighter, Pocket Fighter i Super Puzzle Fighter II Turbo.
- Sega Dreamcast - Street Fighter Alpha 3 Saikyō dojo, Street Fighter III: New Generation, Street Fighter III 2nd Impact: Giant Attack (Aquests dos últims recopilats a Street Fighter III: Double Impact), Street Fighter III: Third Strike, Super Street Fighter II X for Matching Service, Marvel VS Capcom, Marvel VS Capcom 2, Capcom VS SNK, Capcom VS SNK PRO 2000 i Capcom VS SNK 2.
- PSOne - Tots els Street Fighter II (recopilats en Street Fighter Collection 1 i 2), Street Fighter The Movie, Street Fighter II: The Animated Movie, Street Fighter Alpha, Street Fighter Alpha 2, Street Fighter Alpha 3, Street Fighter EX Plus Alpha, Street Fighter EX2 Plus, X-Men VS Street Fighter, Marvel Super Heroes VS Street Fighter, Marvel VS Capcom, Pocket Fighter, Super Puzzle Fighter II Turbo i Capcom VS SNK PRO 2000.

Cal puntualitzar que els jocs X-Men vs. Street Fighter, Marvel Super Heroes VS Street Fighter i Marvel vs Capcom, es caracteritzen per no poder utilitzar el "tag mode" típic del arcade, a causa de les limitacions de maquinari de la consola PSOne.
- Panasonic 3DO - Super Street Fighter II Turbo.
- Playstation 2 - Street Fighter EX3, Hyper Street Fighter II (Inclou tots els lluitadors de Street Fighter II en un sol joc), Marvel VS Capcom 2, Capcom VS SNK 2, Street Fighter III: 3rd Strike, SNK VS Capcom: SVC Chaos, Street Fighter Anniversary Edition (que incloïa n un pack els jocs Hyper Street Fighter II i Street Fighter III: 3rd Strike), Capcom Fighting Evolution (Capcom Fighting Jam al Japó), Street Fighter Alpha 1, 2, 3 i Super Gem Fighter Mini Mix (inclosos en el recopilatori Street Fighter Alpha Anthology), tots els Street Fighter II (inclosos en Capcom Classics Collection Vol.1) i Street Fighter (inclòs en Capcom Classics Collection Vol.2)
- X-Box - Els mateixos de Playstation 2 excepte Street Fighter EX3, Street Fighter Alpha Anthology i Capcom Classics Collection (que són exclusius de Playstation 2).
- Gamecube - Capcom vs SNK 2 EO.
- PSP - Street Fighter Alpha 3 MAX, Street Fighter (inclòs al recopilatori Capcom Classics Collection Remixed), Street Fighter II, Street Fighter II Championship Edition, Street Fighter II Hyper Fighting (aquestes 3 edicions incloses en el recopilatori Capcom Classics Collection Reloaded)
- Microordinadors- En alguns d'ells com els Amstrad, Spectrum i Commodore 64 van gaudir de l'Street Fighter I i II.
- Mòbils - Street Fighter II, Street Fighter Alpha: Maximum Blow i Street Fighter Alpha: Rapid Battle.
- Xbox 360 - Street Fighter II: Hyper Fighting, Street Fighter III: Third Strike, Super Puzzle Fighter II Turbo HD Remix, Super Street Fighter II Turbo HD Remix (tots en descàrrega per Xbox Live Arcade), Street Fighter IV, Super Street Fighter IV.
- PlayStation 3 - Super Street Fighter II Turbo HD Remix, Street Fighter Alpha: Warrior's Dreams, Street Fighter IV, Super Street Fighter IV.
- Wii - Street Fighter II, Street Fighter II: Turbo Hyper Fighting, Super Street Fighter II: The New Challengers, Street Fighter II: Special Champion Edition (Per a laconsola virtual) i Tatsunoko vs. Capcom.

És de destacar que en Nintendo 64, tot i ser una consola popular, no hi va haver un sol joc de la saga, ni la de 3D tan sols.

## Aparicions relacionades amb Street Fighter en altres videojocs
Referències a Street Fighter han aparegut en altres videojocs d'una manera o altra, ja sigui com a personatges jugables o simplement com paròdies o en imatges:
- Rival Schools (Arcade i PSOne): El personatge Sakura apareix com un dels lluitadors disponibles. A més, al final d'aquest personatge es pot veure momentàniament a Ryu. També, en cert escenari, es poden veure els logos de Street Fighter Alpha 3 i Street Fighter III: 3rd Strike.
- Project Justice: Rival Schools 2 (Arcade i Dreamcast): En un dels escenaris apareix en una pantalla gegant el logotip de Capcom Vs SNK amb imatges de Ryu i Kyō Kusanagi (aquest últim de la saga King of Fighters).
- Cannon Spike (Arcade i Dreamcast): En aquest shooter isomètric Charlie i Cammy apareixen com a personatges jugables. A part Vega apareixia també com a cap.
- X-Men: Children of the Atom (Arcade, PSOne i Sega Saturn): Akuma apareix com a personatge jugable ocult.
- Onimusha: Dawn of Dreams (Playstation 2): Els personatges protagonistes d'aquest joc poden vestir-se com personatges de Street Fighter.
- Crimson Tears (Playstation 2): Els tres protagonistes d'aquest joc poden vestir-se amb nous vestits, alguns d'ells basats en Street Fighter.
- Final Fight 2: Chun-Li es veu menjant en el nivell 1 d'aquest joc. També apareix Guile.
- Final Fight: Streetwise (Playstation 2, X-Box): En aquest joc Cammy (de Super Street Fighter II) i Joe (del primer Street Fighter) apareixen com contrincants en les lluites clandestines.
- Saturday Night Slano Màsters (Arcade): En aquest joc de Wrestling Chun Li apareix entre el públic a l'esquerra de la pantalla.
- Mega Man X: A la primera part d'aquest joc el personatge de Megaman X pot fer la tècnica de Ryu anomenada Hadou-ken, fins i tot en la càpsula que li dona aquesta habilitat apareix en Dr Light amb el vestit de Ryu. A la segona part X també pot fer una habilitat de Ryu i Ken anomenada Shoryu-ken. En Megaman X4 apareix un enemic anomenat Magma Dragoon que és un personatge semblant a Akuma (Gouki al Japó) a qui penja un collaret semblant al d'ell i a part pot fer els atacs de Ryu només que de foc. En Megaman X8 en adquirir el K. Knuckles amb Zero aquest és capaç de realitzar el Tatsumaki Senpuu-Kyaku amb l'arma obtinguda de Dark Mantis i el Shoryuken amb l'arma d'Avalanche Yeti.
- Mega Man 9 (Play Station 3, Xbox 360 i Wii): En aquest joc Chun-Li apareix fent un "cameo" en una escena com a reportera, el mateix ofici que té a la pel·lícula Street Fighter: Ultimate Battle.
- Harvey Birdman: Attorney at Law: Guile fa una aparició en aquest joc.
- Rayman Raving Rabbids (Wii): Els conills protagonistes d'aquest joc poden ser disfressats com Ryu i Ken.
- Els Simpson: El videojoc: Ryu i Ken apareixen parodiats en un dels nivells.
- Mortal Kombat: Armageddon (Playstation 2): En el mode "Krea teu lluitador" es pot vestir els personatges amb robes i cabells iguals als de Ryu, Akuma, Ken ...
- Family Guy The Game (Playstation 2, PSP): En alguns minijocs Peter celebra de la mateixa carismàtica manera que ho fa Chun-Li en Street Fighter II, saltant, saludant i rient.
- Breath of fire 3 (Playstation 1): En el intro de la Batalla de Ryu contra el guardià "urpes", es pot veure a Chun-li i a Sakura com espectadores de la batalla final.
- Thrill Kill (Playstation1): Judes, Aquest personatge en realitat són dos. Judes és un home que té dues meitats de cossos (de cintura cap amunt) cosida, de manera que estem parlant de dos homes units a la força (un dels seus moviments és que aquests dos homes es barallen mútuament a cops d'una forma molt graciosa i surrealista). És un dels personatges més originals de tot hem vist. Cada meitat colpeja d'una manera diferent. Com a curiositat, un dels vestits d'aquest personatge consisteix en Ryu i Ken (de la saga Street Fighter) cosits per la meitat. Totalment hilarant.